# قهوه تک خاستگاه
قهوه تک خاستگاه قهوه ای است که در یک خاستگاه جغرافیایی شناخته شده رشد می‌کند.
در مقایسه با قهوه‌های ترکیبی با خاستگاه‌های مختلف، قهوه‌های تک خاستگاه می‌توانند ویژگی‌های منحصربه‌فرد و طعم‌های خاص را ارائه دهند. کافی‌شاپ‌ها می‌توانند قهوه‌های تک خاستگاه را به‌طور خاص به بازار عرضه کنند تا با برجسته کردن تولیدکننده یا خاستگاه منحصربه‌فرد قهوه، ارزش نمادینی به قهوه بیافزایند. مصرف‌کنندگان قهوه تخصصی اغلب جذب قهوه تک خاستگاه می‌شوند و دلیل آن شفافیتی است که اغلب سعی در انتقال آن دارد.
برای اعمال برچسب این قهوه هیچ قانون جهانی یا نهاد حاکمیتی وجود ندارد. با این حال، نهادهای دولتی در برخی از کشورها، به عنوان مثال برزیل وجود دارند که بازار قهوه را تنظیم می‌کنند.
در حالی که هنوز تأیید دقیق خاستگاه قهوه دشوار است، تحقیقات ژنومی اخیر نشان می‌دهد که امکان شناسایی اثر انگشت دی‌ان‌ای درختان قهوه وجود دارد. این روش ممکن است در نهایت به خریداران قهوه سبز و بو برشته نشده اجازه دهد تا یک قهوه تک خاستگاه را تأیید کنند. این امر شفافیت و قابلیت ردیابی قهوه را بهبود می‌بخشد.

## اصطلاحات
قهوه‌های تک خاستگاه ممکن است از یک مزرعه منفرد، مزرعه‌های متعدد از یک کشور یا فقط ترکیبی از قهوه‌های تولید شده از آن کشور باشند. همچنین می‌تواند به معنای کل کشوری، مانند برزیل، کلمبیا و ویتنام، باشد که انواع مختلفی از دانه را تولید می‌کند.
قهوه‌های استیت نوع خاصی از قهوه تک خاستگاه هستند. به‌طور کلی این اصطلاح به قهوه ای که در یک مزرعه عظیم رشد می‌کنند، که از چند هکتار تا مزارع بزرگ که مایل‌های مربع زیادی را اشغال می‌کنند یا مجموعه ای از مزارع که همگی قهوه خود را در یک کارخانه پردازش می‌کنند، اطلاق می‌شود. بسیاری از کشورهای آمریکای جنوبی و مرکزی دارای مزارع قهوه استیت هستند، کشورهایی مانند کلمبیا، برزیل، کاستاریکا و مکزیک دارای مزارع استیت بسیاری هستند. استارباکس مالک اکثریت بزرگی از مزارع قهوه در فیلیپین است و بسیاری از مزارع کوچک را با هم ترکیب کرده و یک مزرعه تعاونی خیلی بزرگ را تشکیل داده است.
قهوه‌های میکرو لات یا لات کوچک نوع دیگری از قهوه تک خاستگاه خاص از یک زمین واحد در مزرعه، محدوده کوچکی از ارتفاعات و یک روز خاص برداشت هستند. بسیاری از میکرو لات‌ها برای پرورش قهوه تخصصی استفاده می‌شود که یکی از با کیفیت‌ترین قهوه‌های موجود در بازار است که می‌تواند قیمت‌های متفاوتی داشته باشد.